# Kenji Komata
Kenji Komata (古俣 健次 Komata Kenji?,  nacido el 15 de julio de 1964 en Niigata) es un exfutbolista japonés. Jugaba de centrocampista y su último club fue el Albirex Niigata de Japón.

## Trayectoria

### Clubes
| Club            | País  | Año         |
| --------------- | ----- | ----------- |
| Júbilo Iwata    | Japón | 1987 - 1995 |
| Albirex Niigata | Japón | 1996 - 1998 |

## Palmarés

### Títulos nacionales
| Título              | Club          | País  | Año       |
| ------------------- | ------------- | ----- | --------- |
| Japan Soccer League | Yamaha Motors | Japón | 1987-1988 |